# Renaissance-ei
Het Renaissance-ei (Russisch: яйцо ренессанс) is een van de ongeveer vijftig Fabergé-eieren uit het atelier van de beroemde juwelier Peter Carl Fabergé, gemaakt door Michael Perchin, in opdracht van de Russische tsaren.

## Omschrijving van het ei
Dit ei in renaissancestijl is gemaakt uit één stuk half doorschijnend wit agaat van uitzonderlijk zuivere kwaliteit; het bevat dan ook geen insluitsels of aders. Het ei is liggend gemonteerd op een ovale gouden basis die versierd is met bloem- en plantmotieven die enigszins Egyptisch aandoen; afwisselend goudomrande lotusbloemen en papyrusbladeren die transparant rood en groen geëmailleerd zijn. De beide helften van het ei worden gescheiden door een brede gouden band afgewerkt met transparant rood email op een guilloché ondergrond. Aan beide uiteinden bevindt zich een gouden leeuwenkop met een ring in de bek. De bovenste helft van het ei wordt bedekt met gouden trellis verfraaid met bloemetjes met robijnen knopjes en diamanten blaadjes. De bovenzijde wordt bekroond met het jaartal 1894 uitgebeeld door middel van diamantjes.

## De surprise
De surprise (inhoud) is verdwenen. Aard en verblijfplaats van de surprise zijn onbekend.